# Toonzaal

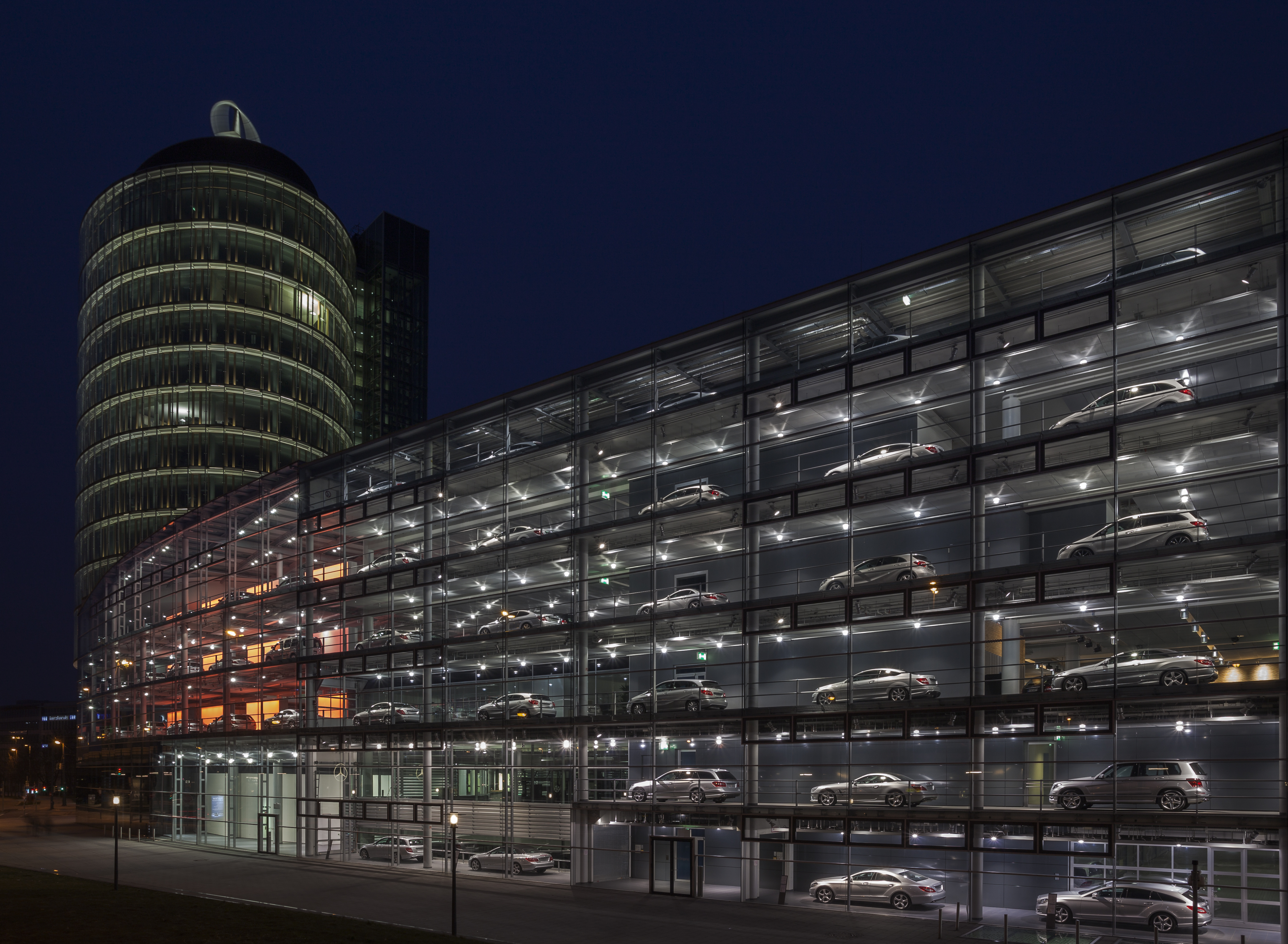
Een toonzaal voor auto's.

Een toonzaal of showroom is een ruimte in een winkel of andere verkoopplaats waar producten die in die winkel te koop worden aangeboden tentoon worden gesteld. Doel van de showroom is dat klanten zo deze producten beter kunnen bekijken, wat vaak niet mogelijk is bij producten die in hun verpakking in de winkel liggen. Showrooms komt men vooral tegen bij autodealers en meubelzaken.